# Mireia Ros
Lidia Sentíes i Tamborero (Barcelona, 3 de diciembre de 1956), más conocida como Mireia Ros, es una actriz, productora y directora española de cine, teatro y televisión.
A finales de los años 70 fue una de las caras más visibles del periodo del destape español, con films como Los violadores del amanecer y Alicia en la España de las maravillas. Posteriormente apareció en películas como Putapela, Hay que zurrar a los pobres, Las manos vacías o REC 3: Génesis. Su figura, no obstante, ha destacado sobre todo desde mediados de los 90 como directora de los largometrajes La Moños, El triunfo; del telefilm El zoo d'en Pitus y del documental Barcelona, antes de que el tiempo lo borre, vencedor de un premio Gaudí en 2012.

## Trayectoria
Senties inició su trayectoria cinematográfica en películas eróticas (cine S) y reportajes fotográficos de destape propios de la transición española en revistas como Interviú, Fotogramas, Lib, etc, llegando a ser una de las máximas exponentes en estos géneros. Fue en aquel momento cuando adoptó el nombre de Mireia Ros (también Mireya Ros y Mireia Ross en algunas publicaciones). Su debut se produjo a finales de los años setenta en films como el erótico homosexual Jill y el musical Una loca extravagancia sexy, ambos dirigidos en 1978 por el director Enrique Guevara. En ese mismo año actuó en la película Los violadores del amanecer de Ignacio F. Iquino. Un año después protagonizó la película de éxito dirigida por Jordi Feliu Alicia en la España de las maravillas (1979), considerada el primer ataque frontal del cine español contra el franquismo y obra de culto del género del destape.
A partir de aquel momento su actividad interpretativa se acentuó con trabajos en la pantalla grande como La larga noche de los bastones blancos, de Javier Elorrieta (1979), Sus años dorados, de Emilio Martínez Lázaro (1980), o la Putapela de Jordi Bayona, en la que coincidió con Ovidi Montllor. Al mismo tiempo, también empezó a aparecer en series televisivas cómo Gran Teatre (1981), Cosas de dos (1984) o Planeta Imaginario (1985).
Entrada la década de los 90, Ros diversificó aún más su participación en la industria cinematográfica y televisiva con sus primeras direcciones. Previamente había debutado dirigiendo el cortometraje Un adiós a Steve McQueen (1980). Su primer largometraje, La Moños (1996), contó con el apoyo financiero del modisto Adolfo Domínguez y fue nominado a los premios de mejor director novel del Festival Internacional de Chicago de 1997 y de los premios Goya de 1998.
Durante este período también fundó con la productora Marta Figueras la empresa Bailando con Todos, iniciada en 1992 y con la cual ha colaborado en buena parte de sus proyectos posteriores. En colaboración con Televisión de Cataluña y su empresa realizó Junts (2000) y la adaptación a la pantalla pequeña de El zoo d'en Pitus (2000).
Más adelante participó como actriz en varias series televisivas y en films como Sincopat (2002), Las manos vacías (2003), Animales de compañía (2008, nominada a la Espiga de Oro de la Semana Internacional de Cine de Valladolid de 2008) o REC 3: Génesis (2012).
También dirigió, por otro lado, El triunfo (2006), Wendy placa 20957 (2009) y el documental en sepia Barcelona, antes de que el tiempo lo borre (2011), coproducido por Tv3 y ganador del Gaudí a la mejor película documental de 2012.
En 2018 presentó el documental largometraje Down n'hi do. La cámara bailarina (dirección y guion) rodado a raíz de un taller de cine impartido a ocho jóvenes especiales: seis con síndrome de Down y dos con discapacidad intelectual.

## Filmografía

### Dirección
- 2018 Down n'hi do. Documental
- 2010. Barcelona, antes de que el tiempo lo borre. Documental
- 2009. Wendy placa 20957. Telefilme en TV3
- 2006. El triunfo
- 2000. El zoo d'en Pitus. Telefilme en TV3
- 2000. Juntos. Telefilme en TV3
- 1996. La Moños
- 1981. Un adiós a Steve McQueen. Documental

### Actriz
- 2017. Formentera lady (Pau Durá), como Marisa
- 2015. Sólo química (Alfonso Albacete), como Alicia
- 2014. L'altra frontera (Crónica de otro confín) (André Cruz Shiraiwa)
- 2013. Asmodexia (Marc Carreté), como Carmen
- 2012. REC 3: Génesis (Paco Plaza), como Menchu
- 2008. Animales de compañía (Nicolás Muñoz), como Martina
- 2006. Va a ser que nadie es perfecto (Joaquín Oristrell), como Juez
- 2003. Las manos vacías (Marc Recha), como Anna
- 2002. Cásate conmigo, Maribel (Ángel Blasco), como Rufi
- 1996. La Moños (Mireia Ros), como cupletista
- 1993. Hay que zurrar a los pobres (Santiago San Miguel)
- 1989. Si te dicen que caí (Vicente Aranda), como Margarita
- 1985. El elegido (Fernando Huertas), como Loto
- 1983. Mar brava (Angelino Fons), como Rosalía
- 1981. Putapela (Jordi Bayona)
- 1980. Sus años dorados (Emilio Martínez Lázaro), como lola
- 1979. La larga noche de los bastones blancos (Javier Elorrieta), como Laura
- 1979. Alicia en la España de las maravillas (Jordi Feliu), como primera Alicia
- 1979. Tres en raya (Francisco Romá), como Chari
- 1978. Los violadores del amanecer (Ignacio F. Iquino), como Dana
- 1978. Una loca extravagancia sexy (Enrique Guevara), como Lydia

### Televisión
- 2010. Gavilanes, como Carla. 9 episodios
- 2017. La que se avecina. 1 episodio
- 2007-2008. El síndrome de Ulises, como Teresa. 26 episodios
- 2003-2004. Hospital Central, como psicóloga de Vilches. 10 episodios
- 1993. Una gloria nacional, como Chelo. 8 episodios
- 1983-1988. Teatre. 3 episodios
- 1988. Lorca, muerte de un poeta, como Esperancita
- 1986 Turno de oficio Episodio 17
- 1985. Una parella al vostre gust, como Montse. 9 episodios
- 1984. Cosas de dos, como Loreto. 4 episodios

## Premios y nominaciones
- 1997. La moños. Festival internacional de Chicagoː Nominación a mejor dirección novel
- 1998. La moños. premios Goyaː Nominación a mejor dirección novel
- 2006. El triunfo. Premios Barcelona de cineː Nominación a mejor dirección novel
- 2006. El triunfo. Festival de Málaga: Mejor banda sonora original
- 2012. Barcelona, antes de que el tiempo lo borre. Premios Gaudíː Ganadora Mejor película documental

## ̈Referencias
1. ↑  «Mireia Ros». Somcinema (en catalán).
2. 1 2  «Un calcetín con el polvo del camino». Lib, Sección Club de fetichistas del Suplemento Marcha (Abril). 1980.
3. ↑  «Filmografía de Mireia Ros». Sensacine.
4. ↑  Interviú, núm. 49. 21 de abril de 1977.
5. ↑  Interviú, núm. 37. 16 de julio de 1977.
6. ↑  «Las Maravillas de Mireia Ros». Fotogramas, núm. 1495. 10 de junio de 1977.
7. ↑  Vale, núm. 19. 15 de diciembre de 1977.
8. ↑  Party, Extra núm. 1. Julio de 1977.
9. ↑  «Cuando el cine se escribía con "S"». 20 minutos. 23 de octubre de 2008.
10. ↑  «Mireya Ros: Año nuevo nombre nuevo». Papillón, número especial enero 1977.
11. ↑  «Inés de Vilallonga (1870)». Bazaar, núm. 23. 23 de noviembre de 1978.
12. ↑  El último erotismo del cine español: «Jill».
13. ↑  «'Alícia a l’Espanya de les meravelles' a la Filmoteca». Òmnium Cultural (en catalán).
14. 1 2  «Mireia Ros». Hoy Cinema, ABC. Archivado desde el original el 6 de febrero de 2017. Consultado el 3 de mayo de 2017.
15. ↑  «Mireia Ros». cinemacatala.NET (en catalán). Archivado desde el original el 6 de febrero de 2017. Consultado el 3 de mayo de 2017.
16. ↑  Llopart, Salvador (17 de octubre de 1995). «La Moños vuelve a la rambla barcelonesa». La Vanguardia.
17. ↑  Academia de las Artes y las Ciencias Cinematográficas de España (ed.). «La Moños, Premios Goya».
18. ↑  «Mireia Ros». Catalan Films & TV.
19. ↑  «Animales de compañía». Filmaffinity.
20. ↑  "Barcelona, antes de que el tiempo lo borre", a "Sala 33".
21. ↑  «Down n’hi do – La cámara bailarina». catalanfilms.cat. Consultado el 20 de enero de 2019.